# Haematopota pallidimarginata
Haematopota pallidimarginata är en tvåvingeart som beskrevs av Austen 1908. Haematopota pallidimarginata ingår i släktet Haematopota och familjen bromsar. Inga underarter finns listade i Catalogue of Life.